# Hua Hin Championships
Hua Hin Championships  — жіночий тенісний турнір, що проводиться з 2019 року в таїландській області Хуахін (провінція Прачуапкхірікхан) на відкритих кортах із хардовим покриттям.

## Фінали

### Одиночний розряд
| Рік                 | Чемпіонка        | Фіналістка      | Рахунок             |
| ------------------- | ---------------- | --------------- | ------------------- |
| 2019                | Даяна Ястремська | Айла Томлянович | 6-2, 2–6, 7–6 (7-3) |
| 2020                | Магда Лінетт     | Леонія Кюнг     | 6–3, 6–2            |
| 2021–22             | Не проводився    | Не проводився   | Не проводився       |
| ↓ Турніри WTA 250 ↓ |                  |                 |                     |
| 2023                | Чжу Лінь         | Леся Цуренко    | 6–4, 6–4            |
| 2024 (1)            | Діана Шнайдер    | Чжу Лінь        | 6–3, 2–6, 6–1       |
| 2024 (2)            | Ребекка Шрамкова | Лаура Зігемунд  | 6–4, 6–4            |

### Парний розряд
| Рік                 | Чемпіонки                           | Фіналістки                  | Рахунок           |
| ------------------- | ----------------------------------- | --------------------------- | ----------------- |
| 2019                | Ірина-Камелія Бегу Моніка Нікулеску | Ганна Блінкова Ван Яфань    | 2–6, 6–1, [12–10] |
| 2021–22             | Не проводився                       | Не проводився               | Не проводився     |
| ↓ Турніри WTA 250 ↓ |                                     |                             |                   |
| 2023                | Чжань Хаоцін Wu Fang-hsien          | Ван Сіньюй Чжу Лінь         | 6–1, 7–6(8–6)     |
| 2024 (1)            | Като Мію Алділа Сутдж'яді           | Ґо Ханю Цзян Сіньюй         | 6–4, 1–6, [10–7]  |
| 2024 (2)            | Анна Даніліна Ірина Хромачова       | Eudice Chong Моюка Утідзіма |                   |